# Irene (planetoïde)
(14) Irene is een grote planetoïde in een baan tussen de planeten Mars en Jupiter, in de belangrijkste planetoïdengordel van het zonnestelsel. De planetoïde voltooit elke 4,16 jaar een omloop om de zon en is gemiddeld ongeveer 2,59 astronomische eenheden van de zon verwijderd. Irene heeft vanaf de aarde gezien een maximale magnitude van +8,85.

## Ontdekking en naamgeving
Irene werd op 19 mei 1851 ontdekt door de Engelse astronoom John Russell Hind. Hind had eerder de planetoïden Iris, Flora en Victoria ontdekt en zou na Irene nog zes andere planetoïden ontdekken.
De naam Irene werd voorgesteld door de astronoom John Herschel. De godin Eirene is in de Griekse mythologie een van de drie horae en de personificatie van de vrede.

## Eigenschappen
Uit spectraalanalyse blijkt dat Irene ongeveer bolvormig is, met een diameter van ongeveer 152 km. Ze is een S-type planetoïde, wat wil zeggen dat ze een helder oppervlak heeft dat grotendeels uit silicaten en metalen bestaat. Irene draait in iets meer dan 15 uur om haar as.